# پهلوان (تکاب)
پهلوان یک منطقهٔ مسکونی در ایران است که در دهستان کرفتو واقع شده‌است. براساس سرشماری مرکز آمار ایران در سال ۱۳۹۵، پهلوان ۱۰ نفر جمعیت دارد.